# El paso gigante
El Paso Gigante es el 12° álbum de la banda argentina de Reggae Los Cafres.

## Información
Fue grabado entre abril y junio de 2011 los estudios Circo Beat, El Santito, El Abastito y Lavardén.
Incluyó 16 canciones nuevas y fue producido artísticamente por Los Cafres. La preproducción y grabación estuvieron a cargo edición a cargo de Pedro Pearson. Fue mezclado durante julio de 2011 por Jim Fox en los Estudios Panda de Buenos Aires. El masterizado estuvo a cargo de Álvaro Villagra.
El álbum fue lanzado en CD el 23 de septiembre de 2011. En febrero de 2014 fue editado en vinilo como disco doble.
Todos los dibujos y el diseño del arte de tapa del disco fueron realizados por Guillermo Bonetto.
Fue presentado de manera oficial en el Estadio Luna Park el viernes 30 de marzo de 2012.
Ganó el Premio Carlos Gardel 2012 en el rubro “Mejor álbum de reggae y música urbana”.

## Sobre la obra
"El paso gigante sería percibir nuestra responsabilidad en cada decisión cotidiana, detenerse a captar los acontecimientos y sus detalles en toda su riqueza, transformar lo rutinario, y lo aparentemente trivial y gastado en algo fresco, espontáneo y renovado; romper la cadena, cortar la inercia de seguir ciegamente la marea, que nos lleva muchas veces a postergar, ó directamente silenciar, nuestros propios sueños. Es una invitación a la acción, al despertar, salir de la matrix, de la obscena y apática somnolencia" (Guillermo Bonetto)

"Ver trabajar a Jim Fox fue un placer. Observarlo crear en tiempo real, demostraba a cada instante que además de ser un técnico es un artista. Su euforia contagia y su humildad no solo sorprende, sino que también gratifica: es una persona con una alta vibración espiritual".
Guillermo Bonetto

## Cortes de difusión
El primer sencillo fue la canción «Casi q' me pierdo», que cuenta "la sensación de reencontrarse con ese estado de inocencia original, como es la infancia, correteando, cantando, sin la triste desnaturalización y olvido que el hombre común padece a lo largo de los años", según comentó el cantante Guillermo Bonetto. El vídeoclip de «Casi q' me pierdo» fue dirigido por Eduardo Pinto y producido por Osky Frenkel. Fue rodado en el barrio porteño de Saavedra y cuenta la historia de un documentalista que intenta retratar la realidad y se encuentra con varios personajes que reaccionan de forma diferente y sorprendente ante la presencia de la cámara. Se estrenó el 7 de septiembre de 2011.
El segundo corte fue el tema "Kaos". Según su autor Claudio Illobre, “La vida es Kaos. En ese kaos hay cosas buenas y malas que a la vida la hacen interesante: es un balance permanente". El videoclip fue dirigido por Maximiliano Subiela De Biase y producido por Paneoptico Producciones. En este nuevo video, Los Cafres afirmaron que apuntaron a la búsqueda de un nuevo concepto que no tenía nada que ver con los anteriores videos de la banda. No hubo un guión ni argumento y la sucesión de imágenes apuntó a lo sensitivo, apelando “a registros de circunstancias de la vida que forman nuestra cotidianeidad y que generalmente no nos detenemos a ver: gestos, acciones y/o momentos que reflejan sentimientos”. Fue estrenado el 9 de marzo de 2012.
El último corte del disco fue “Flaca Huella”. El video fue producido por Leandro Mark y dirigido por Celeste Lois y Nazareno Fernández para la productora Boogiemanmedia. El lugar elegido para su rodaje fue el Bar Cafesua del barrio de Parque Patricios de la ciudad de Buenos Aires. Según su autor Guillermo Bonetto, esta canción “es un grito que señala lo banal y hueco que puede ser nuestro vivir diario, pasando por alto como autómatas, momentos fundamentales de nuestros días. En este caso, el ‘paso gigante’ sería percibir nuestra responsabilidad en cada decisión cotidiana, para detenerse a captar los acontecimientos y sus detalles en toda su riqueza, y transformar lo rutinario y aparentemente trivial y gastado en algo fresco, espontáneo y renovado”. Fue presentado el 7 de diciembre de 2012.

## Lista de canciones
| N.º   | Título                 | Letras     | Música                                       | Duración |  |
| 1.    | «Kaos»                 | C. Illobre | C. Illobre, G. Bonetto, G. Albornoz          | 3:47     |  |
| 2.    | «Flaca huella»         | G. Bonetto | G. Bonetto, G. Albornoz                      | 4:07     |  |
| 3.    | «Dale!»                | G. Bonetto | S. Paradisi, G. Bonetto                      | 3:45     |  |
| 4.    | «Mientras tanto»       | G. Bonetto | G. Bonetto, G. Albornoz                      | 4:14     |  |
| 5.    | «El ángel»             | C. Illobre | C. Illobre                                   | 3:53     |  |
| 6.    | «Caprichos»            | G. Bonetto | G. Bonetto, G. Albornoz                      | 4:23     |  |
| 7.    | «Imposible»            | G. Bonetto | G. Bonetto, M. Fernández Castaño             | 5:01     |  |
| 8.    | «El paso gigante»      | C. Illobre | C. Illobre, G. Bonetto, G. Albornoz          | 4:37     |  |
| 9.    | «Si te da lo mismo»    | C. Illobre | C. Illobre                                   | 4:19     |  |
| 10.   | «Casi q' me pierdo»    | G. Bonetto | D. Marcelino, G. Bonetto                     | 4:25     |  |
| 11.   | «Secreto mío»          | C. Illobre | C. Illobre, G. Bonetto, M. Fernández Castaño | 4:12     |  |
| 12.   | «Escritorio»           | G. Bonetto | G. Bonetto                                   | 3:51     |  |
| 13.   | «Basta»                | G. Bonetto | G. Bonetto, G. Albornoz, S. Paradisi         | 3:01     |  |
| 14.   | «Un sí»                | G. Bonetto | G. Bonetto, G. Albornoz, S. Paradisi         | 3:40     |  |
| 15.   | «Una perla en mi vida» | C. Illobre | G. Bonetto, M. Fernández Castaño             | 4:33     |  |
| 16.   | «Tilcara»              | C. Illobre | C. Illobre                                   | 5:57     |  |
| 67:52 |                        |            |                                              |          |  |

## Músicos

### Los Cafres
- Guillermo Bonetto — voz, coros, guitarra rítmica y percusión.
- Claudio Illobre — piano Steinway, Hammond B3, teclados, coros y percusión.
- Gonzalo Albornoz — bajo.
- Sebastián Paradisi — batería.

### Músicos invitados
- Manuel Fernández Castaño — arreglos de vientos, saxo tenor, soprano y flauta traversa.
- Guillermo Rangone — trompeta y flueghel.
- Andrés Albornoz — teclados fx, Hammond y piano en «Una perla en mi vida».
- Víctor Raffo — guitarra rítmica, staccato, coros.
- Demian Marcelino — primera guitarra, staccato, rítmica, sección de cuerdas en «El paso gigante» y «Una perla en mi vida».

#### También participaron
- Juan Canosa — trombón.
- Julián Gándara — cellos, arreglos y dirección.
- Christine Brebes — violines.
- Mariano Malamud — violas.